# 한컴위드
주식회사 한컴위드(영어: HANCOM WITH)는 대한민국의 보안 기업이다.

## 역사
1999년 4월 소프트포럼 주식회사로 설립되었다.

## 같이 보기
- 스테이블코인